# ピアノラのための練習曲

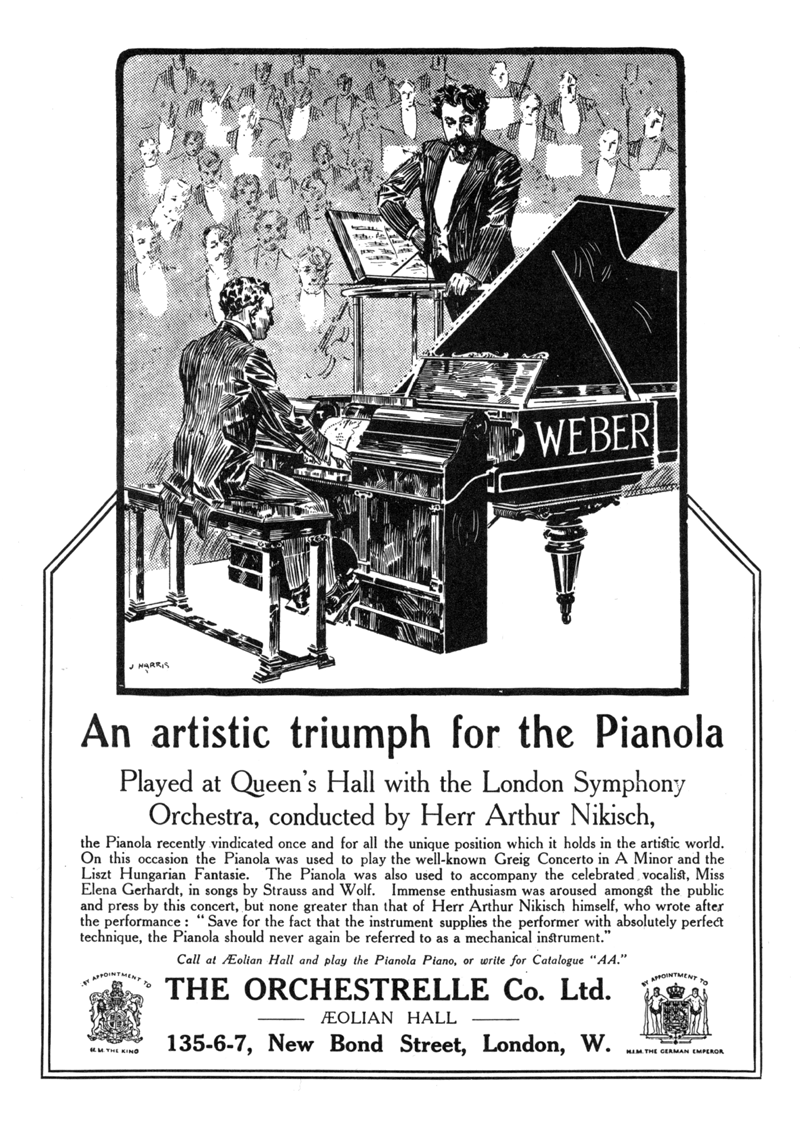
ピアノラの広告（1912年）

『ピアノラのための練習曲』（ピアノラのためのれんしゅうきょく、仏: Étude pour pianola）は、イーゴリ・ストラヴィンスキーが1917年に作曲した、ピアノラ（自動ピアノ）のための楽曲。

## 概要
ロンドンのエオリアン社 (英語版) からピアノラ用の音楽の依頼を受け、スイスのモルジュおよびレ・ディアブルレで書かれた。演奏時間2分15秒の小曲である。
1921年10月13日にロンドンのエオリアン・ホールで初演された。
ストラヴィンスキーは北米公演から帰ったセルゲイ・ディアギレフに会うために1916年5月にマドリードを訪れた。このときにスペインの音楽に魅せられたストラヴィンスキーは、『5つのやさしい小品』のエスパニョーラ、『兵士の物語』の王の行進曲など、スペイン音楽に影響された曲を書いている。『ピアノラのための練習曲』もそうした曲のひとつで、マドリードの路上や深夜の酒場で鳴らされる自動ピアノやオーケストリオンのけたたましい音に触発されて書かれた。

## ストラヴィンスキーと自動演奏
ストラヴィンスキーはスイス時代とその後の一時期、自動演奏に深くかかわっていた。ロンドンでピアノラに興味を持ったのは1914年にさかのぼる。『結婚』の演奏に自動ピアノと電気で動くハーモニウムを使用することを試みていたことはよく知られる。1923年にはプレイエル社と6年契約を結び、主要な自作作品を同社の自動ピアノであるプレイエラのために編曲した。
ストラヴィンスキー本人はプレイエラのための作業の目的を、自作が誤って解釈される危険を防ぐためと説明している。リチャード・タラスキンによれば、オスティナートに支えられて細分化された音の断片が互いに無関係に出現するという当時のストラヴィンスキーの音楽の特徴を表現するには非人間的な機械によって演奏するのが適しているという。

## 編曲
1928年に『管弦楽のための4つの練習曲』の第4曲「マドリード」として管弦楽化された。他の3曲は『弦楽四重奏のための3つの小品』の管弦楽化だが、曲想がまったく異なるので不調和は否めない。1930年11月7日にベルリンで初演された。
次男のスリマ・ストラヴィンスキーによって2台のピアノ用に編曲された版が1951年に出版された。